# 사쿠시
사쿠시(일본어: 佐久市)는 일본 나가노현 동부의 도신 지방에 있는 시이다.

## 개요
중심 시가지로는 시나노강의 상류인 지쿠마강(千曲川)을 사이에 두고 인접하는 나카고미 지구와 노자와 지구, 1961년 이전의 아사마 마치였던 이와무라다(岩村田) 지구가 있다. 이와무라다 지구는 에도 시대에 에도(현재의 도쿄)와 교토를 연결한 나카센도(中山道)의 여인숙 마을로 번영했고, 이와무라다번(岩村田藩)이 있었다. 또 우스다 지구에는 에도 시대에 다노쿠치번(田野口藩)의 중심지였다. 우스다 지구는 일본에서 가장 바다와 먼 지역이기도 하다.
1993년에 조신에쓰 지동차도(上信越自動車道)가, 1997년에 나가노 신칸센이 각각 개통하면서 대형 상업 시설이 잇따라 진출했고, 우에다시와 함께 도신 지방의 중심 도시로 발전하고 있다. 또한 잉어 산지로도 알려져 있다.

## 지리
옛 우스다정 지역에는 일본에서 제일 바다와 먼 지점이 있다. 내륙성 기후로 연교차가 심하다. 겨울에는 강수량이 적고 맑은 날이 많다. 그 때문에 1월의 평균 최저 기온은 -7.1°C로 낮고 -10°C 이하가 되는 날도 많지만 낮에는 비교적 따뜻해진다.
| 사쿠시의 기후                                                | 사쿠시의 기후 | 사쿠시의 기후 | 사쿠시의 기후 | 사쿠시의 기후 | 사쿠시의 기후 | 사쿠시의 기후 | 사쿠시의 기후 | 사쿠시의 기후 | 사쿠시의 기후 | 사쿠시의 기후 | 사쿠시의 기후 | 사쿠시의 기후 | 사쿠시의 기후 |
| 월                                                           | 1월           | 2월           | 3월           | 4월           | 5월           | 6월           | 7월           | 8월           | 9월           | 10월          | 11월          | 12월          | 연간          |
| ------------------------------------------------------------ | ------------- | ------------- | ------------- | ------------- | ------------- | ------------- | ------------- | ------------- | ------------- | ------------- | ------------- | ------------- | ------------- |
| 역대 최고 기온 °C (°F)                                       | 17.4 (63.3)   | 21.6 (70.9)   | 25.6 (78.1)   | 30.4 (86.7)   | 33.0 (91.4)   | 34.1 (93.4)   | 36.7 (98.1)   | 36.7 (98.1)   | 36.1 (97.0)   | 29.4 (84.9)   | 26.0 (78.8)   | 22.7 (72.9)   | 36.7 (98.1)   |
| 일평균 최고 기온 °C (°F)                                     | 4.4 (39.9)    | 5.7 (42.3)    | 10.2 (50.4)   | 16.8 (62.2)   | 22.2 (72.0)   | 25.1 (77.2)   | 29.1 (84.4)   | 30.1 (86.2)   | 25.1 (77.2)   | 18.9 (66.0)   | 13.4 (56.1)   | 7.4 (45.3)    | 17.4 (63.3)   |
| 일일 평균 기온 °C (°F)                                       | −1.6 (29.1)   | −0.6 (30.9)   | 3.4 (38.1)    | 9.5 (49.1)    | 15.1 (59.2)   | 19.0 (66.2)   | 22.9 (73.2)   | 23.7 (74.7)   | 19.3 (66.7)   | 12.8 (55.0)   | 6.5 (43.7)    | 1.1 (34.0)    | 10.9 (51.7)   |
| 일평균 최저 기온 °C (°F)                                     | −7.2 (19.0)   | −6.4 (20.5)   | −2.7 (27.1)   | 2.7 (36.9)    | 8.7 (47.7)    | 14.2 (57.6)   | 18.5 (65.3)   | 19.1 (66.4)   | 14.9 (58.8)   | 8.0 (46.4)    | 0.8 (33.4)    | −4.4 (24.1)   | 5.5 (41.9)    |
| 역대 최저 기온 °C (°F)                                       | −16.9 (1.6)   | −18.3 (−0.9)  | −13.4 (7.9)   | −9.1 (15.6)   | −1.4 (29.5)   | 3.7 (38.7)    | 8.8 (47.8)    | 10.5 (50.9)   | 3.4 (38.1)    | −3.3 (26.1)   | −8.1 (17.4)   | −14.4 (6.1)   | −18.3 (−0.9)  |
| 평균 강수량 mm (인치)                                        | 25.6 (1.01)   | 28.5 (1.12)   | 52.4 (2.06)   | 58.9 (2.32)   | 84.7 (3.33)   | 119.1 (4.69)  | 143.3 (5.64)  | 106.4 (4.19)  | 153.6 (6.05)  | 129.3 (5.09)  | 40.8 (1.61)   | 21.5 (0.85)   | 964.0 (37.95) |
| 평균 강수일수 (≥ 1.0 mm)                                     | 4.4           | 4.6           | 7.6           | 8.2           | 9.4           | 11.6          | 13.7          | 9.5           | 10.1          | 8.4           | 5.8           | 4.4           | 97.7          |
| 평균 월간 일조시간                                           | 188.7         | 178.3         | 194.7         | 202.6         | 213.7         | 159.2         | 168.3         | 197.0         | 144.0         | 148.2         | 169.3         | 182.8         | 2,146.9       |
| 출처: 일본 기상청 (평년값: 1991년~2020년, 극값: 1978년~현재) |               |               |               |               |               |               |               |               |               |               |               |               |               |

### 인접한 자치체
- 나가노현
  - 고모로시, 지노시, 도미시
  - 미나미사쿠군 사쿠호정
  - 기타사쿠군 가루이자와정, 미요타정, 다테시나정

- 군마현
  - 간라군 시모니타정, 난모쿠촌

## 역사
- 1961년 4월 1일 - 기타사쿠군(北佐久郡)의 아사마정(浅間町), 아즈마촌(東村)과 미나미사쿠군(南佐久郡)의 노자와정(野沢町), 나카고미정(中込町)이 통합하여 사쿠시가 발족했다.
- 2005년 4월 1일 - 기타사쿠군 모치즈키정(望月町), 아사시나촌(浅科村), 마나미사쿠군 우스다정(臼田町)과 통합하여 나가노현에서 다섯 번째로 인구 10만 명을 넘은 도시가 되었다.

## 교통

### 철도
- 동일본 여객철도
  - 호쿠리쿠 신칸센
  - 고우미선

### 도로
- 조신에쓰 자동차도
- 국도 141호선
- 국도 142호선
- 국도 254호선

## 인구
|                                            | |
| 사쿠시의 전국의 연령별 인구 분포（2005년） | 사쿠시의 연령·남녀별 인구 분포（2005년）                                                                                  |
| ■자주색 ― 사쿠시 ■녹색 ― 일본전국          | ■파랑색 ― 남자 ■빨간색 ― 여자                                                                                             |
| · 사쿠시（에 해당되는 지역）의 인구추이    | |
| 일본 총무성 통계국 국세조사 결과           | |
|                                            | 이 그래프는 더 이상 지원되지 않는 레거시 그래프 확장 기능을 사용하고 있습니다. 새로운 차트 확장 기능으로 변환해야 합니다. |